# Tomáš Čermák (1943)
Tomáš Čermák (* 8. února 1943 Ostrava) je český inženýr, v letech 1990–1997 a 2003–2010 byl rektorem VŠB-TUO. Jeho specializací je silnoproudá elektrotechnika, je mj. autorem několika učebnic pro posluchače technických vysokých škol.
Ve volbách 2010 neúspěšně kandidoval do senátu za obvod č. 70 – Ostrava-město jako nestraník za TOP 09, když se ziskem 11,84 % hlasů obsadil 5. místo.